# Meringa nelson
Meringa nelson är en spindelart som beskrevs av Forster 1990. Meringa nelson ingår i släktet Meringa och familjen Synotaxidae. Inga underarter finns listade i Catalogue of Life.